# 硬水
硬水是含有高濃度礦物質的水，主要是含有高濃度的鈣和鎂；硬水的形成是因水渗流过由钙、镁的碳酸盐、碳酸氢盐和硫酸盐所组成的石灰石、白垩或石膏沉积物。
工業界為避免礦物質在鍋爐、冷卻塔或其他處理水的設施中沉澱產生水垢而導致故障，經常對水的硬度做監測。
日常生活中硬水會使肥皂及牙膏無法在水中起泡。

## 硬度的種類
概括地說，水有暫時硬度和永久硬度兩個硬度，兩個硬度加起來，就是水的總硬度（total hardness）：

### 暫時硬度
如果將加石灰水（即氫氧化鈣，Ca(OH)2）進硬水，或者把硬水煮沸，硬度出現下降的話，這些下降了的硬度稱為"暫時硬度"。這些方法都會使鈣、鎂、碳酸氫鹽（HCO3−）等令水變硬的物質跑掉，或沉澱成固體物質：
煮沸方法：
{\displaystyle {\textrm {H}}^{+}\;_{(aq)}+{\textrm {HCO}}_{3}^{-}\;_{(aq)}\ \rightarrow \ {\textrm {H}}_{2}{\textrm {O}}\;_{(l)}+{\textrm {CO}}_{2}\;_{(g)}}
　　　　　　　　　　　　　{\displaystyle {\mathcal {4}}}
{\displaystyle {\textrm {Ca}}^{2+}\;_{(aq)}+{\textrm {CO}}_{3}^{2-}\;_{(aq)}\ \rightarrow \ {\textrm {CaCO}}_{3}\;_{(s)}}
　　　　　　　　　　　　　{\displaystyle {\mathcal {4}}}
其中，碳酸鈣（CaCO3）在水中的溶解度和温度成負相關，即是溶液越熱，就會有越多的碳酸鈣沉澱出來。
加石灰：
{\displaystyle {\textrm {Ca}}^{2+}\;_{(aq)}+{\textrm {CO}}_{3}^{2-}\;_{(aq)}\ \rightarrow \ {\textrm {CaCO}}_{3}\;_{(s)}}
{\displaystyle {\textrm {Mg}}^{2+}\;_{(aq)}+2{\textrm {OH}}^{-}\;_{(aq)}\ \rightarrow \ {\textrm {Mg(OH)}}_{2}\;_{(s)}}

因為加熱時會產生 CaCO3(s)，倘若自來水是硬水，在經過熱水爐加熱之後會有白色沉澱物(CaCO3(s),MgCO3(s))堵塞出水口，時間累積後會有危險。

### 永久硬度
由于含有鈣離子或者鎂離子的硫酸盐或氯化盐（氯化物）而产生的硬度，叫做永久硬度。這些硬度雖然不能用煮沸及加石灰方法來減低，但可以用其他方法，如離子交換（ion exchange）降低。

### 硬度的改變
如果水流過石灰，硬度就會增加；而如果流過泥煤，硬度就會下降。

### 水垢
由於肥皂或清潔劑分子帶有一個鈉離子，遇到硬水中的鈣、鎂離子時，會拋棄本身的鈉離子而與鈣、鎂離子結合，造成新的分子沒有清潔作用，轉而累積變成水垢，因此需要更多的肥皂或清潔劑才能達到清潔效果。
鍋爐或者熱水爐在鈣離子與鎂離子與碳酸根或者是硫酸根結合產生的水垢稱為鍋垢。

## 硬度測定
水中硬度檢測常採用乙二胺四乙酸（EDTA）滴定法。
取適量水樣，將pH調整至10.0±0.1，加入少量指示劑，如鉻黑T（Eriochrome Black T）或鈣鎂指示劑（Calmagite），此時水溶液會呈現酒紅色（為指示劑與水中部份金屬離子形成錯合物的顏色）。當加入EDTA滴定液時，EDTA會與游離的鈣或鎂離子生成溶解性的錯合物，當水中所有的鈣和鎂均形成錯合物後，再滴下的EDTA會搶走指示劑——金屬錯合物中的金屬離子並釋出指示劑，而使溶液由酒紅色變成指示劑本身於pH10之下所顯現的藍色，此時即為滴定終點。
於本滴定過程中必須有鎂離子存在方可產生正確的滴定終點，所以通常在緩衝溶液中會加入少量EDTA的鎂鹽，以供給足夠之鎂離子且無須做空白試驗的校正。另外，若不添加鎂鹽時也可使用反滴定方法，用過量的EDTA與鈣離子生成較為穩定的錯合物，之後再使用鎂離子或鋅離子溶液進行反滴定。
實驗中溶液pH值愈高，可增加終點辨色之靈敏度，但pH過高，會生成CaCO3與Mg(OH)2沉澱，另指示劑染料也會變色。故以EDTA滴定法測水中硬度，在pH 10.0±0.1可得滿意之結果，但滴定須在加入緩衝液後5分鐘內完成，使CaCO3沉澱之趨勢降至最低。
最後，由EDTA滴定用量換算求得水中硬度濃度，通常以mg CaCO3/L為單位表示。

## 硬水與軟水
根據世界衛生組織（WHO）所公佈之硬水與軟水的基準，依換算碳酸鈣之量為標準，0～60mg/L為軟水，60 ～120mg/L為中等程度的軟水，120～180mg/L為硬水，大於180mg/L為超硬水, 而少於10mg/L同時亦可稱為超軟水。

## 对人体健康影响
世界卫生组织表示，似乎没有任何令人信服的证据可显示水的硬度会对人类健康造成不利影响。而且，美国国家研究委员会发现硬水实际上可以作为钙和镁的膳食补充剂。
尽管尚不清楚水的硬度是否會对泌尿系结石的形成造成影响，但对于已有钙性肾结石的患者，餐后饮用软水优于硬水，因其与钙性结石复发的风险较低有关。